# Temple de Quan Cong
 (juillet 2018).
Si vous disposez d'ouvrages ou d'articles de référence ou si vous connaissez des sites web de qualité traitant du thème abordé ici, merci de compléter l'article en donnant les références utiles à sa vérifiabilité et en les liant à la section « Notes et références ».
 (juillet 2018).
Le temple de Quan Cong est un temple situé dans la ville d'Hội An, au Vietnam. Il doit son nom à Quan Cong (en), un ancien général chinois de la dynastie Han ayant remporté de nombreuses victoires militaires,.

## Histoire
Le temple fut construit pour la première fois en 1653 puis reconstruit à plusieurs reprises en gardant l'apparence d'origine. Il est aujourd'hui un site culturel et historique national protégé, accessible gratuitement aux visiteurs et sert de lieu de pèlerinage deux fois par an à l'occasion de la fête de la pagode Ong. Quand une personne fait une offrande à Quan Cong, le concierge frappe dans un bol en bronze qui résonne comme une cloche.

## Description
Les murs du temple sont en briques roses, surmontés par un toit en tuiles vertes vernissées orné de représentations de dragons, de licorne et autres créatures mythiques. La porte est décorée de deux dragons bleus entrelacés dans des nuages. Sur l'autel du hall principal se trouve une statue de Quan Cong faite de papier mâché entourée de deux statues,  Quan Binh et Chau Thuong, ses deux gardes. Autour de l'autel se trouvent des instruments et des armes rituels, parmi eux la cloche et le tambour offerts par l'empereur Bao Dai. Deux statues de chevaux grandeur nature de Cong se dressent à côté du sanctuaire derrière le hall. Des inscriptions en caractères chinois sont écrites à différents endroits du temple. À côté du temple se trouve un étang d'ornement avec des tortues. Des gouttes de pluie sur le toit entourent la cour, dans la mythologie chinoise, la carpe est le symbole de la patience. 